# اليد التي تهز المهد
اليد التي تهز المهد (بالإنجليزية: The Hand That Rocks the Cradle )‏ هو فيلم إثارة نفسي أمريكي من إخراج كورتيس هانسون وبطولة أنابيلا سكيورا، ريبيكا دي مورني، مات مكوي، إيرني هدسون وجوليان مور.

## وصلات خارجية
- اليد التي تهز المهد على موقع IMDb (الإنجليزية)
- اليد التي تهز المهد على موقع الموسوعة البريطانية (الإنجليزية)
- اليد التي تهز المهد على موقع روتن توميتوز (الإنجليزية)
- اليد التي تهز المهد على موقع نتفليكس (الإنجليزية)
- اليد التي تهز المهد على موقع قاعدة بيانات الأفلام العربية
- اليد التي تهز المهد على موقع ألو سيني (الفرنسية)
- اليد التي تهز المهد على موقع Turner Classic Movies (الإنجليزية)
- اليد التي تهز المهد على موقع أول موفي (الإنجليزية)
- اليد التي تهز المهد على موقع بوكس أوفيس موجو (الإنجليزية)
- اليد التي تهز المهد على موقع فيلمافينيتي (الإسبانية)